# Ricardo Riverón Rojas
Ricardo Riverón Rojas (Zulueta, 25 de octubre de 1949) es un poeta, periodista y editor cubano. 
En 1990 fundó la Editorial Capiro, en la ciudad de Santa Clara (en el centro de Cuba). Fue director de Signos, revista de cultura popular, también con sede en la ciudad de Santa Clara.
Su obra se caracteriza, en el caso de la poesía, por el uso frecuente de las estrofas tradicionales, aunque en varios de sus libros se acoge a la versificación libre y la prosa poética. 
Sus libros de prosa analizan, desde la crónica testimonial, procesos culturales. Se distingue por su riqueza sintáctica y tropológica, además de tratar asuntos con frecuencia apartados de los grandes temas que durante décadas han atraído a los escritores cubanos de su promoción. De su obra poética, el importante crítico cubano Enrique Saínz ha expresado: “Riverón no parece interesado en el exteriorismo ni en el conversacionalismo, ni tampoco en las audacias de un metaforismo que ya dio sus mejores frutos en Lezama y otros creadores precedentes. Es la suya una relación distinta con el lenguaje. Sus búsquedas van por senderos de una mayor complejidad, y van al encuentro de un misterioso anhelo de sobrevida. Páginas sombrías, angustiosas, de una densidad conceptual muy reveladora, se conjugan con otras de un gratificante hedonismo, experiencia esta que el creador hace suya con maneras igualmente sobrias.

## Biografía
Nació en Zulueta, en la provincia de Villa Clara, el 25 de octubre de 1949. Sus antepasados procedían de las islas Canarias. En su familia no se conocen antecedentes relacionados con la literatura, pues la familia paterna era reconocida por su actividad en el comercio mientras la materna era de procedencia obrera.
Cursó estudios hasta graduarse de bachiller y, tras batallar contra el veto para estudiar en las universidades de Cuba que le fue impuesto por cerrados criterios políticos, inició por  curso dirigido los de ingeniería agronómica en la Universidad Central de Las Villas. Abandonó esa carrera casi inmediatamente para seguir los dictados de su vocación literaria. Su carrera en ese sentido se ha desarrollado de manera autodidacta.
Desempeñó diversos empleos, entre ellos: obrero agrícola, planificador y contador, todos ellos en esferas de la economía no relacionadas con la literatura. Desde 1987 hasta 1990 ejerció como divulgador de la Universidad Central de Las Villas, y en ese año comenzó a laborar en el Centro Provincial del Libro y la Literatura de Villa Clara, donde fundó la Editorial Capiro, que dirigió entre 1990 y 2004. Entre 1996 y 2010 fue director de la revista Signos, dedicada a los estudios sobre la cultura popular tradicional y desde 2010 hasta 2013 se desempeñó en el área de Difusión Cultural de la Universidad Autónoma de la Ciudad de México. Desde 2024 es Presidente del Comité Provincial de la Unión de Escritores y Artistas de Cuba en Villa Clara, Cuba.
Su obra ha recibido importantes premios en Cuba, entre ellos: el 26 de julio en 1986, el de la Unión de Escritores y Artistas en 2001, el Premio Memoria en 2007 y el Premio Samuel Feijóo en 2015. Ha viajado, en funciones culturales a: España, México, Venezuela y la antigua URSS. En 2002 le fue otorgada la Distinción por la Cultura Nacional, entregada por el Ministerio de Cultura, y en ese mismo año recibió la condecoración Colaboración Cultural con la Ciudad, entregada por el Gobierno Municipal de Santa Clara. En 2021 recibió la Orden Juan Marinello. Es miembro de la Unión de Escritores y Artistas Cuba. Sobre su obra se han publicado más de 80 trabajos críticos en publicaciones de Cuba y varios países.
Su residencia permanente es en Santa Clara, Villa Clara, Cuba.

## Obra
Ha publicado los siguientes libros:
- Oficio de cantar (poesía) Taller Literario «José García del Barco», Camajuaní, 1978.
- Y dulce era la luz como un venado (poesía) Editorial Letras Cubanas, La Habana, 1989.
- La luna en un cartel (poesía) Ediciones Capiro, Santa Clara, 1991.
- La próxima persona (poesía) Ediciones Capiro, Santa Clara, 1993.
- Azarosamente azul. (poesía) Editorial Letras Cubanas, La Habana, 2000.
- Pasando sobre mis huellas (testimonio) Ediciones Unión, La Habana, 2002, segunda edición ampliada, Editorial Capiro, 2018.
- Memoria de lo posible (poesía) Universidad Católica de Pelotas, Brasil, 2004.
- Lo común de las cosas (poesía) Editorial Betania, Madrid, 2005.
- Otra galaxia, otro sueño (poesía) Ediciones Unión, La Habana, 2005.
- Bajo una luz que no existe (poesía) Editorial Letras Cubanas, La Habana, 2005.
- El ungüento de la Magdalena (testimonio) Ediciones La Memoria, La Habana, 2008, segunda edición ampliada Editorial Oriente, Santiago de Cuba, 2011, tercera edición Editorial Ácana Camagüey, 2018.[3]
- Días como hoy (poesía) Editorial Letras Cubanas, La Habana, 2008.
- Irrelevancia crónica (crónicas) Editorial Capiro, Santa Clara, 2010.
- No me quieras matar, corazón (antología poética), Ediciones Unión, La Habana, 2011.
- Morir con otras almas (poesía), Editorial Letras Cubanas, La Habana, 2016.
- La aldea letrada (periodismo), Ediciones Matanzas, Matanzas, 2016.
- El verso para más (artículos, ensayos), Editorial Capiro, Santa Clara, 2016.
- Manías crónicas (crónicas), Editorial Oriente, Santiago de Cuba, 2019.
- Por décima (e)vocación (poesía), Editorial Sed de Belleza, Santa Clara, 2019.
- 5350 días en la vida de un(a) editor(ial) (testimonio), Editorial Capiro, 2020, en epub, Editorial Capiro, 2022.
- Vivir para verS.O.S. (ensayos), Editorial Mac Pherson, Miami, 2020.
- Al cantío de un gallo (artículos y ensayos), en epub, Editorial electrónica Cubaliteraria, La Habana, 2022.

Obras suyas aparecen recogidas en numerosas antologías publicadas en diversos países. Las más representativas son:
- Como jamás tan vivo. Casa Editora Abril, La Habana, 1987.
- Donde su corazón. Casa Editora Abril, La Habana, 1988 y 2003..
- El libro de enero. Editora Política, La Habana, 1990.
- Mi madre teje el humo de los días. Casa Editora Abril, La Habana, 1991.
- Poetas cubanos actuales. Ateneo de los Teques. Caracas, 1995.
- Anuario de poesía. Ediciones Unión, La Habana, 1994.
- Che comandante, amigo. Editorial Letras Cubanas, La Habana, 1997.
- Todo el amor en décimas. Editorial Benchomo. Tenerife, 2000.
- Poetas cósmicos cubanos. Frente de Afirmación Hispanista. México D.F, 2001.
- Islas La Isla (Una antología sentimental). Gobierno de Canarias, 2003.
- La madera sagrada. Ediciones Vigía. Matanzas, Cuba, 2005.
- Esta cárcel de aire puro, Editorial Abril, La Habana, 2009.
- Faz de tierra conocida. Editorial Letras Cubanas, La Habana, 2010.
- Poderosos pianos amarillo, Ediciones La LUz, Holguín, 2013.
- Para llegar hasta ti (décimas de amor cubanas) Editorial Abril, La Habana, 2015.
- Érase un elefante bocarriba (racimo de décimas humorísticas cubanas) Ediciones La Luz, Holguín, 2017.
- Historias cubanas de cronopios, famas y esperanzas Ediciones Unión, La Habana, 2018.
- La isla invertebrada Editorial Capiro, Santa Clara, 2018.

Sus crónicas, ensayos, artículos y entrevistas, aparecen publicados
en su Columna de autor Al cantío de un gallo de CubaLiteraria, el Portal de la Literatura Cubana, así como en la revista La Jiribilla y en revistas y periódicos de Cuba, México, España, Suecia, Puerto Rico, Venezuela, Rusia, Brasil y Estados Unidos entre otros.